# Rhodopteriana
Rhodopteriana is een geslacht van vlinders van de familie Eupterotidae.

## Soorten
- R. abyssinica (Rothschild, 1917)
- R. anaemica (Hampson, 1910)
- R. distincta (Rothschild, 1917)
- R. funebris (Gaede, 1927)
- R. insignifica (Rothschild, 1917)
- R. obscura (Aurivillius, 1893)
- R. rhodoptera (Gerstaecker, 1871)
- R. roseobrunnea (Rothschild, 1917)
- R. soricis (Rothschild, 1917)